# Trận Sokolovo
Trận Sokolovo là trận đánh đầu tiên của Tiểu đoàn độc lập Tiệp Khắc 1, tiền thân của Quân đội nhân dân nước Cộng hòa XHCN Tiệp Khắc sau này, diễn ra từ ngày 8 đến ngày 13 tháng 3 năm 1943 tại làng Sokolovo, phía Đông bắc Kharkov. Với sự giúp đỡ của Quân đội Liên Xô, Tiểu đoàn độc lập Tiệp Khắc 1 được thành lập ngày 30 tháng 1 năm 1943, tại làng Buzuluk, nơi có giống ngựa Cossak nổi tiếng. Tiểu đoàn gồm các thành viên là Đảng viên Đảng Cộng sản Tiệp Khắc và những người yêu nước Tiệp Khắc, Slovakya lưu vong tại Liên Xô sau khi Phát xít Đức chiếm đóng Tiệp Khắc (năm 1939) và Slovakya (năm 1940). Tiểu đoàn trưởng đầu tiên là Thiếu tá Ludvich Svoboda (người Slovakya) sau này là Chủ tịch nước Cộng hòa Xã hội chủ nghĩa Tiệp Khắc.
Đầu tháng 3 năm 1943, tiểu đoàn được đưa đến khu vực Đông Bắc Kharkov và ngày 8 tháng 3, bước vào chiến đấu trong đội hình Sư đoàn bộ binh 25 (Liên Xô). Sau 6 ngày chiến đấu tại làng các Skolovo, Mirgorod và Artyukovka phía Đông thị trấn Zmyev, Tiểu đoàn độc lập Tiệp Khắc 1 đã chặn đứng mũi tiến công của Trung đoàn cơ giới 2 thuộc Sư đoàn cơ giới 6 và Tiểu đoàn xe tăng 3 thuộc Trung đoàn xe tăng 11 (Quân đoàn xe tăng 48-Đức). Tiểu đoàn chỉ rút lui về Skripan sau ngày 13 tháng 8 khi chủ lực Quân đoàn xe tăng 48 (Đức) tấn công vào Chuguyev, phía sau lưng vị trí phòng ngự của Tiểu đoàn.
Những sự kiện trong trận Sokolovo đã được dựng thành một bộ phim cùng tên vào năm 1974 do Otakar Vávra đạo diễn.

## Tình huống mặt trận
Cuối tháng 2 năm 1943, cuộc tổng phản công mùa đông 1942-1943 của Quân đội Liên Xô yếu dần. Chiến dịch "Bước nhảy vọt" của tướng N. F. Vatutin ở phía Nam thất bại. Phương diện quân Voronezh chiếm được Kharkov một cách chật vật và đã tiêu hao vào các trận đánh những đơn vị dự bị cuối cùng. Cụm Tập đoàn quân Nam Đức sau khi được tăng cường các sư đoàn xe tăng, thiết giáp từ Tây Âu và nước Đức sang đã mở Chiến dịch Donets, phản công vào sau lưng các cánh quân xung kích của Quân đội Liên Xô đang nhằm hướng Poltava - Dniepropetrovsk - Zhporozh. Cả hai phương diện quân Voronezh và Tây Nam của Quân đội Liên Xô hoàn toàn bị bất ngờ trước cuộc phản công của Cụm Tập đoàn quân Nam (Đức) và phải vội vã rút lui.
Sau 1 tháng huấn luyện chiến đấu, ngày 1 tháng 3, Tiểu đoàn độc lập Tiệp khắc 1 và toàn sư đoàn bộ binh 25 tập trung ở nhà ga Buzuluk và được đưa lên đoàn tàu hỏa số No-22904, di chuyển 350 km và đổ quân tại ga Ternovoye rồi hành quân bộ đến mặt trận. Từ ngày 2 đến ngày 7 tháng 3, Trung đoàn bộ binh 78 và Trung đoàn bộ binh nhẹ 8 NKVD (Sư đoàn bộ binh 25) bắt đầu giao chiến với Trung đoàn cơ giới 6 (Đức) và đẩy lùi quân Đức về phía Tây sông Mzha. Hai trung đoàn bộ binh Liên Xô tiếp tục vượt sông Mzha công kích thị trấn Taranovka nhưng Sư đoàn xe tăng "Totenkopf" đã kịp điều Trung đoàn xe tăng 11 đến tăng viện. Các Trung đoàn bộ binh 78 và bộ binh nhẹ 8 NKVD của Sư đoàn bộ binh 25 bị thiệt hại nặng và phải rút về bờ Đông sông Mzha.
Ngày 7 tháng 3, tiểu đoàn được triển khai trên tuyến sông Mzha từ làng Artyokhovka qua Skolovo đến Mirgorod trên cánh phải của Sư đoàn bộ binh 25 (Liên Xô) bắt đầu chiếm giữ thị trấn Zmyev. Sườn phải của tiểu đoàn là cứ điểm Timchenkobsk do Trung đoàn bộ binh 182, Sư đoàn bộ binh 62 đang giữ thị trấn Merefa. Đại đội 1 đóng tại Sokolovo. Đây cũng là Sở chỉ huy của Ludvich Svoboda. Đại đội 2 đóng tại Artyokhovka bên cánh trái và Đại đội 3 đóng tại Migorod bên cánh phải. Pháo binh và đại đội hỏa lực của tiểu đoàn đóng tại Konstantinovka, trên con đường mòn nối Sokolovo với đầu mối đường sắt Ternovoye.
Ban đầu thiếu tá Ludvich Svoboda và đại tá I. A. Shafarenko, cố vấn quân sự đến từ Sư đoàn bộ binh 25 định dùng sông Mzha là chướng ngại thiên nhiên để chặn xe tăng Đức nhưng ngay lập tức, họ phải từ bỏ ý định đó vì mùa xuân chưa đến, băng trên sông vẫn chưa tan. Để tăng cường hỏa lực, Sư đoàn 25 điều động cho tiểu đoàn 2 khẩu pháo chống tăng ZIS-3 cỡ nòng 76 mm. Hỏa lực chống tăng còn lại trông chờ vào 16 khẩu súng chống tăng PTRD-Degtyarev, lựu đạn, thủ pháo và các chai cháy. Ngày 7 tháng 3, các đơn vị xe tăng cơ giới Đức xuất hiện trước làng Sokolovo và triển khai binh lực.

## Diễn biến trận đánh

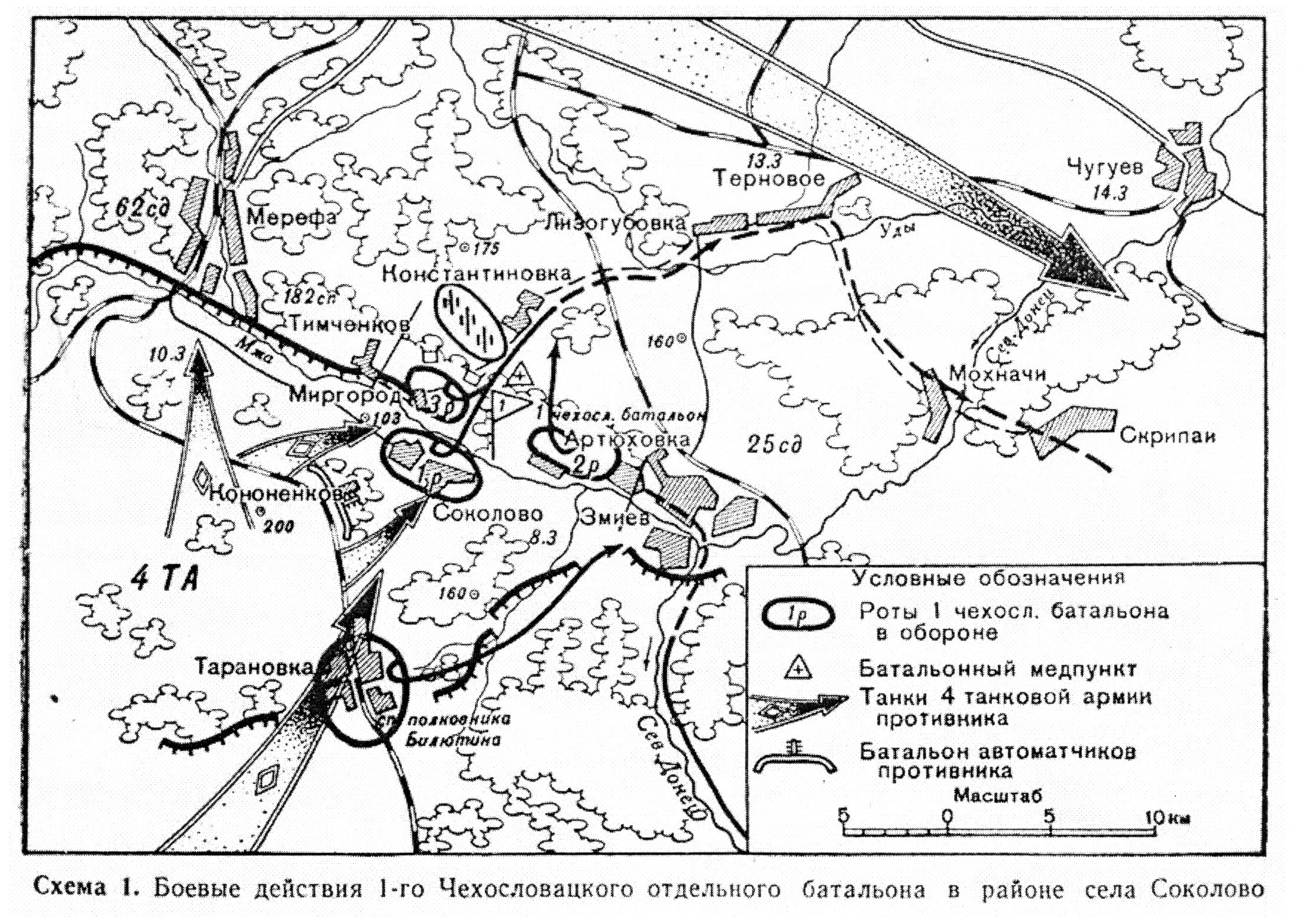
Diễn biến trận Sokolovo của Tiểu đoàn bộ binh độc lập Tiệp Khắc 1 từ ngày 8 đến ngày 13-3-1943

Thiếu tá Ludvich Svoboda và các đồng đội của ông chờ đợi suốt ngày 7 và cả buổi sáng ngày 8 tháng 3 nhưng quân Đức không vội tấn công. Chỉ huy Sư đoàn xe tăng 3 SS "Totenkorf", tướng Herman Priess muốn hợp vây toàn bộ các sư đoàn bộ binh 62 và 25 (Liên Xô) bằng hai đòn tấn công. Mũi chủ yếu tấn công vào sau lưng cánh quân Nam Kharkov của quân đội Liên Xô. Mũi thứ yếu tấn công thẳng vào chính diện phòng tuyến sông Mzha. Sau khi các trận đánh chiếm thị trấn Lyubotin, Tây Nam Kharkov phát triển thuận lợi, Sư đoàn xe tăng 3 SS bắt đầu tiển khai các mũi tấn công.
13 giờ 30 ngày 8 tháng 3, 14 xe tăng Đức chia làm hai mũi xuất phát từ Kononenko và Taranovka tấn công Sokolovo. Sư đoàn 25 dùng hỏa lực pháo phản lực Katyusha của sư đoàn đốt cháy 3 xe tăng Đức. Hai khẩu đội ZIS-3 của Kudvich Svoboda cũng hạ được 2 chiếc, buộc quân Đức phải tạm dừng lại. Đến 15 giờ, quân Đức thay đổi chiến thuật. Các xe tăng Đức bắt đầu bắn đạn khói ngụy trang và tiếp tục áp sát Sokolovo. Sau 1 giờ tấn công, sử dụng cả súng phun lửa và pháo tăng, các xe tăng Đức phá hủy 1 khẩu ZIS-3 và tiêu diệt một khẩu đội súng chống tăng PTRD. Đến 16 giờ 00 cùng ngày, Sở chỉ huy Tiểu đoàn Tiệp Khắc 1 phải rút lui khỏi Sokolovo về trang trại Kuryachi, phía Bắc sông Mzha, gần Konstantinovka, nơi đặt đại đội hoả lực của tiểu đoàn. Mũi tấn công thứ hai của quân Đức gồm 6 xe tăng Đức xuất phát từ Konennokov tấn công Đại đội 3 tại làng Mirgorod nhưng bị chặn lại bởi hỏa lực pháo chống tăng của Sư đoàn bộ binh 62 yểm hộ sườn phải cho Tiểu đoàn Tiệp Khắc 1. Quân Đức mất thêm 3 xe tăng phía trước ngôi làng này. Kết thúc ngày chiến đấu thứ nhất. Quân Đức chiếm Sokolovo nhưng vẫn không vượt qua được sông Mzha.
Ngày 9 tháng 3, quân Đức bắc cầu gỗ cho xe tăng vượt sông Mzha đánh lên trang trại Kuryachi. Quân Tiệp Khắc phục kích trong trang trại và nhà thờ Kuryachi dùng súng chống tăng thủ pháo, lựu đạn và chai cháy chống lại xe tăng Đức, đánh hỏng 5 chiếc. Chỉ huy trung đoàn xe tăng 11 (Đức) tức giận ra lệnh dùng súng phun lửa đốt trụi nhà thờ Kuryachi, nhưng không ngăn được các binh sĩ Tiệp Khắc dùng lối đánh du kích, áp sát, ném thủ pháo và chai cháy để đốt xe tăng Đức. Ngày 9 tháng 3 là ngày thiệt hại nặng nề nhất của Trung đoàn xe tăng 11 (Đức), 8 xe tăng và 2 xe bọc thép bị đốt cháy trong trang trại Kuryachi. Trong trận này, Trung úy Otakar Jaros bị thương nặng vào ngực và tử trận sau khi dùng lựu đạn và chai cháy diệt một xe bọc thép, tiêu diệt 20 lính Đức.
Ở phía Bắc, ngày 10 tháng 3, Trung đoàn cơ giới 6 (Đức) quay sang tấn công Trung đoàn bộ binh 182 (Sư đoàn bộ binh 62 - Liên Xô), buộc trung đoàn này phải bỏ Timchenkov và rút về Merefa. Sườn phải của Tiểu đoàn Tiệp Khắc 1 bị hở. Ludvich Svoboda điều Đại đội 2 còn đang rảnh rỗi ở Artyukhovka về giữ Konstantinovka và đưa Đại đội 1 tăng cường cho Đại đội 3 giữ làng Mirgorod đang phải chiến đấu với xe tăng Đức từ hai hướng. Thêm 3 xe tăng và 1 xe bọc thép Đức bị đốt cháy trong làng Mirgorod.
Ngày 11 tháng 3, chủ lực của Sư đoàn xe tăng 3 SS đã vượt qua Lyubotin và tấn công trực diện vào Kharkov. Trung đoàn xe tăng 8 (Đức) tiến dọc con đường sắt Lyubotin - Chuguyevsk vào hậu cứ của các sư đoàn bộ binh 25 và 62 (Liên Xô). Biết không thể giữ được thế trận, tướng K. S. Moskalenko hạ lệnh rút lui. Lyudvich Svoboda đổi hậu quân thành tiền quân, lệnh cho Đại đội 2 và Đại đội hỏa lực rút khỏi Konstantinovka, vượt sông Udy ở Lizogurovka, bắt kịp chủ lực Sư đoàn 25 và tiến nhanh đến đầu mối đường sắt Ternovoye. Tiểu đoàn trưởng Ludvich Svoboda sẽ rút lui phía sau cùng hai đại đội còn lại, tấn công vào sau lưng đoàn xe tăng Đức đang tiến lên phía Bắc. Tuy nhiên, quân Đức đã đi trước họ.
Ngày 12 tháng 3, xe tăng Đức đánh chiếm nhà ga Ternovoye và bắt đầu cắt đường rút của 2 sư đoàn bộ binh Liên Xô. Được sự giúp đỡ của Sư đoàn bộ binh 62 (Liên Xô) đoàn quân của Ludvich Svoboda đã bắt kịp các đại đội phái đi trước ở phía Nam Ternovaya. Sư đoàn 62 để lại trung đoàn 181 còn tương đối nguyên vẹn chặn đánh xe tăng Đức ở Ternovaya. Còn lại đại bộ phận 2 sư đoàn 25 và 62, trong đó có tiểu đoàn của Ludvich Svoboda rút về phía Đông. Họ vượt sông Udy lần thứ hai và ngày 13 tháng 8, tiếp tục xuyên rừng, vượt sông Bắc Donyets ở Mokhnachi, hội quân với chủ lực Tập đoàn quân 40.

## Kết quả
Ngay sau khi về đến Shevchenkovo (nơi đóng sở chỉ huy tiền phương của Tập đoàn quân 40), Thiếu tá Ludvich Svoboda đã có báo cáo gửi tư lệnh tập đoàn quân. Trong báo cáo có đoạn viết:
| “                 | Xe tăng và bộ binh đối phương sử dụng hỏa lực rất mạnh. Lúc 16 giờ ngày 9 tháng 8, chúng tôi phải rút về nhà thờ và khu trại Kuryachi để cố thủ tại đây, tiếp tục chiến đấu. Quân Đức chiếm được Sokolovo nhưng không vượt được sông Mzha... Trong các trận đánh, chúng tôi đã đốt cháy 19 xe tăng và 6 xe bọc thép Đức cùng các khẩu đội súng máy, diệt hơn 300 lính Đức. Tiểu đoàn cũng bị thiệt hại nặng, có hơn 60 người chết, trong đó có trung úy Otakar Jaros Phó tiểu đoàn trưởng và thượng úy Nadporuchik, chỉ huy pháo binh, khoảng 200 người bị thương ở các mức độ khác nhau. Chúng tôi đã mất toàn bộ các khẩu pháo và chỉ còn lại 2 súng chống tăng PRDT, 5 súng máy hạng nặng, 3 súng cối 82 mm, 2 súng cối 50 mm và 16 trung liên. Nếu có trong tay 10 xe tăng, chúng tôi đã có thể giữ được Sokolovo. | ” |
| — Ludvich Svoboda | |   |

Tuy nhiên, điều mà Ludvich Svoboda tiếc rẻ lại do ông không thể nắm được tình hình nghiêm trọng trên toàn bộ mặt trận Kharkov đầu năm 1943. Do cấp bậc và phạm vi chỉ huy thấp của ông (chỉ huy một tiểu đoàn), ông cũng không nắm được sự rút lui nhanh chóng của Quân đội Liên Xô, để Kharkov rơi vào tay quân Đức lần thứ hai. Mãi đến sau này, khi được giao chỉ huy Lữ đoàn độc lập Tiệp Khắc 1 (cuối năm 1943) và Quân đoàn độc lập Tiệp Khắc 1 (đầu năm 1944), ông mới hiểu được rằng mình và đồng đội đã suýt bỏ mạng tại "cái túi" Sokolovo khi xe tăng Đức có mặt tại bờ Bắc sông Bắc Donyets chỉ sau khi ông rút qua mấy giờ đồng hồ.
Nhưng dù sao thì trận ra quân đầu tiên của Tiểu đoàn độc lập Tiệp Khắc 1 cũng được coi là một trận thắng. So thương vong của tiểu đoàn ít hơn số quân Đức mà họ đã tiêu diệt và làm bị thương. Và quan trọng hơn cả là trận "thử lửa" đầu tiên của tiểu đoàn đã trui rèn một số sĩ quan và chiến sĩ Tiệp Khắc có bản lĩnh, trở thành nòng cốt cho Quân đội nhân dân Tiệp Khắc sau này khi chính họ là những người lính Tiệp Khắc tự do đầu tiên cùng với xe tăng Liên Xô tiến vào giải phóng các thành phố Bratislava (Slovakya) và Praha (Séc) hai năm sau đó.

## Đánh giá và ảnh hưởng

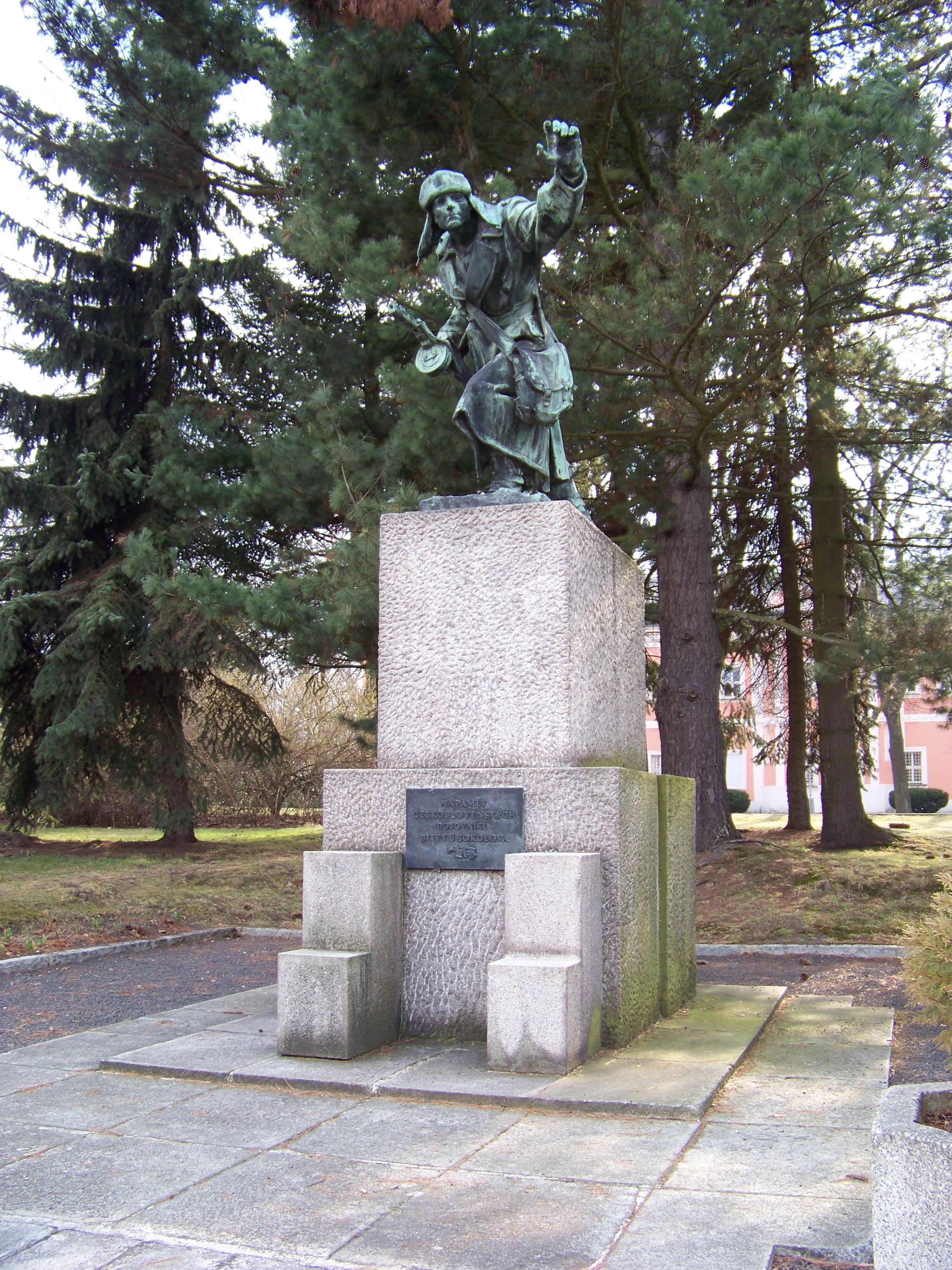
Tượng đài kỷ niệm trận đánh đầu tiên của Tiểu đoàn độc lập Tiệp Khắc 1 ngày 8-3-1943 tại làng Sokolovo, tỉnh Kharkov, Ukraina

Sau chiến dịch, Trung úy Otakar Jaros được truy tặng danh hiệu Anh hùng Liên Xô. Hàng chục sĩ quan và binh sĩ được tặng thưởng Huân chương Cờ Đỏ, Huân chương Sao Đỏ và Huy chương dũng cảm của Nhà nước Xô Viết. Thiếu tá Ludvich Svoboda cũng được tặng Huân chương Cờ Đỏ, được phong cấp hàm đại tá và được đích thân I. V. Stalin giao vạch kế hoạch nâng cấp Tiểu đoàn độc lập Tiệp Khắc 1 thành Lữ đoàn độc lập Tiệp Khắc 1. Được sự giúp đỡ của những người yêu nước Tiệp Khắc và Slovakya tại Liên Xô, chỉ sau 3 tháng quân số của Tiểu đoàn đã lên đến trên 1.000 người, đủ điều kiện lập một lữ đoàn với vũ khí các phương tiện chiến tranh hạng nặng, trong đó có một tiểu đoàn xe tăng vào tháng 6 năm 1943 trong thành phần Phương diện quân Voronezh.
Thành công của Tiểu đoàn độc lập Tiệp Khắc 1 cũng là một nhân tố thúc đẩy chính phủ Tiệp Khắc lưu vong ở London do Edvard Beneš đứng đầu ký Hiệp ước tương trợ, hợp tác và giúp đỡ lẫn nhau với Chính phủ Liên Xô vào tháng 12 năm 1943 tại Moskva. Theo Hiệp định này, Liên Xô sẽ giúp đỡ Tiệp Khắc xây dựng một quân đoàn chủ lực đặt dưới sự chỉ huy của Quân đội Liên Xô để đảm nhận sứ mệnh giải phóng Tiệp Khắc khỏi sự chiếm đóng của Phát xít Đức. Chính phủ Edvard Beneš cũng sẽ xây dựng các đội quân du kích trong lãnh thổ Tiệp Khắc để phối hợp hoạt động và cử đại tá Heliodor Píka, một sĩ quan yêu nước Tiệp Khắc chống phát xít đứng đầu phái đoàn quân sự Tiệp Khắc tại Moskva.